# Coleophora alnifoliae
Coleophora alnifoliae là một loài bướm đêm thuộc họ Coleophoridae. Nó được tìm thấy ở châu Âu.

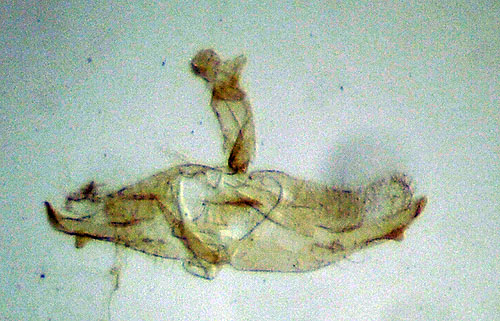

Sải cánh dài 12–13 mm. Con trưởng thành bay từ tháng 7 đến tháng 8 tùy theo địa điểm.
Ấu trùng ăn Alder.